# إد بلوم
إد بلوم (بالإنجليزية: Ed Blum)‏ هو مخرج بريطاني، ولد في القرن العشرين.

## وصلات خارجية
- إد بلوم على موقع IMDb (الإنجليزية)
- إد بلوم على موقع أول موفي (الإنجليزية)
- إد بلوم على موقع قاعدة بيانات الفيلم (الإنجليزية)
- إد بلوم على موقع كينوبويسك (الروسية)